# Rodrigo Barnes
Rodrigo DeTriana Barnes (Waco, 10 de fevereiro de 1950 – 18 de maio de 2023) foi um jogador profissional de futebol americano estadunidense

## Carreira
Rodrigo Barnes foi campeão da temporada de 1976 da National Football League jogando pelo Oakland Raiders.

## Morte
Barnes teve sua morte anuncia no dia 18 de maio de 2023, quando tinha 73 anos.